# Louis Hasselmans
Louis Hasselmans, né à Paris le 25 juillet 1878 et mort à San Juan, Porto Rico le 27 décembre 1957, est un violoncelliste et chef d'orchestre français.

## Biographie
Fils d'Alphonse Hasselmans, il étudie le violoncelle avec Jules Delsart au Conservatoire de Paris. Il remporte un premier prix en 1893. Il travaille avec Albert Lavignac, Benjamin Godard et Jules Massenet.
Entre 1904 et 1909, il fait partie du Quatuor Capet. Il fait ses débuts de chef d'orchestre avec l'Orchestre des Concerts Lamoureux. Il dirige ensuite à l'Opéra-Comique (1909-1911 - 1919-1922), à l'Opéra de Montréal, aux Concerts classiques de Marseille (1911-1913) et au Civic Opera de Chicago (1918-1919). Appelé par Castelbon de Beauxhostes, sous le conseil de Camille Saint-Saëns, il dirigea Parysatis et Héliogabale au Théâtre des Arènes à Béziers en 1902 et 1910. De 1921 à 1936, il dirige au Metropolitan Opera de New York. Il enseigne de 1936 à 1948 à l'école de musique de l'Université de Louisiane.
Louis Hasselmans est le dédicataire de la Sonate pour violoncelle et piano no 1 de Gabriel Fauré.
Louis Hasselmans a épousé la mezzo-soprano américaine Minnie Egener (en) (1881–1938).